# Couzinet 20
Couzinet 20, 21 a 22 byly třímotorové letouny navržené ve Francii v letech 1929-1931, které mohly být nakonfigurovány jako transportní pro poštovní přepravu nebo dopravní letoun pro tři cestující anebo jako letoun lékařské služby. Varianty létaly se třemi různými motory, ale byly dokončeny pouze dva draky.

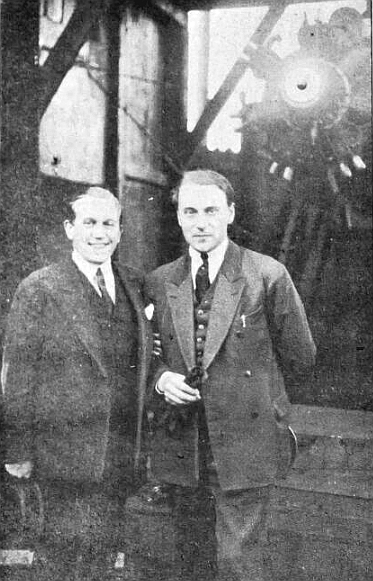
Antonín Kumpera, generální ředitel Walter a René Couzinet, francouzský konstruktér

## Vznik a vývoj
Dne 19. září 1929 navštívil jinonickou továrnu Walter známý francouzský konstruktér letadel ing. René Couzinet. Přiletěl odpoledne přímo z Paříže a ihned se odebral do továrny v Jinonicích, kde projednal otázku použití motorů Walter pro třímotorová letadla své nejnovější konstrukce. Dne 20. září po podepsáni vzájemných smluv mezi firmou Walter a společností Les avions René Couzinet z Paříže odjel Couzinet továrním automobilem Walter na kbelské letiště, odkud odstartoval zpět do Paříže, takže celá jeho návštěva Prahy si vyžádala necelých dvou dnů. Jak sdělil, jeho nová dopravní třímotorová letadla s motory Walter jsou určena pro přepravu na trase Ženeva - Bordeaux.
Stavba letounu Couzinet 20 začala v květnu 1929 a letoun byl v lednu 1930 připraven na letišti Orly k letovým zkouškám. Prototyp označovaný jako Couzinet 20 byl opatřen 3 motory Salmson 9AD o výkonu 3× 30 kW (41 k). Létal maximální rychlostí 172 km/h. Letoun (společně s dalšími) byl zničen 17. února 1930 při požáru v továrně Société d'Aviation Letord v Meudonu. Tři poštovní letadla, dvě křídla a materiály potřebné k rekonstrukci letounu Couzinet 10 Arc-en-Ciel na Couzinet 27 Arc-en-Ciel II byly pohlceny plameny. René Couzinet poté přestěhoval svoji továrnu do Île de la Jatte (Levallois-Perret).
Znovu postavený Couzinet 20 letěl poprvé na Le Bourget v prvním listopadovém týdnu 1930. V listopadu 1930 měl být dokončen i Couzinet 21. Nový letoun poprvé viděli návštěvníci 12.pařížského aerosalonu (od 28. 11. do 14. 12. 1930) a ve vzduchu 31. května 1931 na předvádění turistických letadel uspořádaných francouzským Aero Clubem. Letadlo Couizinet 21, které bylo vyzbrojeno třemi motory Walter Vega o výkonu 3× 63 kW (85 k), poprvé vzlétlo v únoru 1931. Couzinet 22 byl drak letounu Couzinet 21 (první let v prosinci 1932), na kterém byly použity 3 motory Salmson 7Ac o výkonu 3× 71 kW (95 k).
Na aerosalonu působilo letadlo jako pták, až radost vzbuzujících linií. Odborníci k němu přistupovali pocitem: „Zde něco je.“ Ale byla to drahá hračka, uvádělo se že stojí bez motorů kolem 250 000 Kč.
Společnost René Couzineta postavila za dobu své existence přibližně 14 různých typů letadel, která byla vyráběna od roku 1928 do roku 1934.

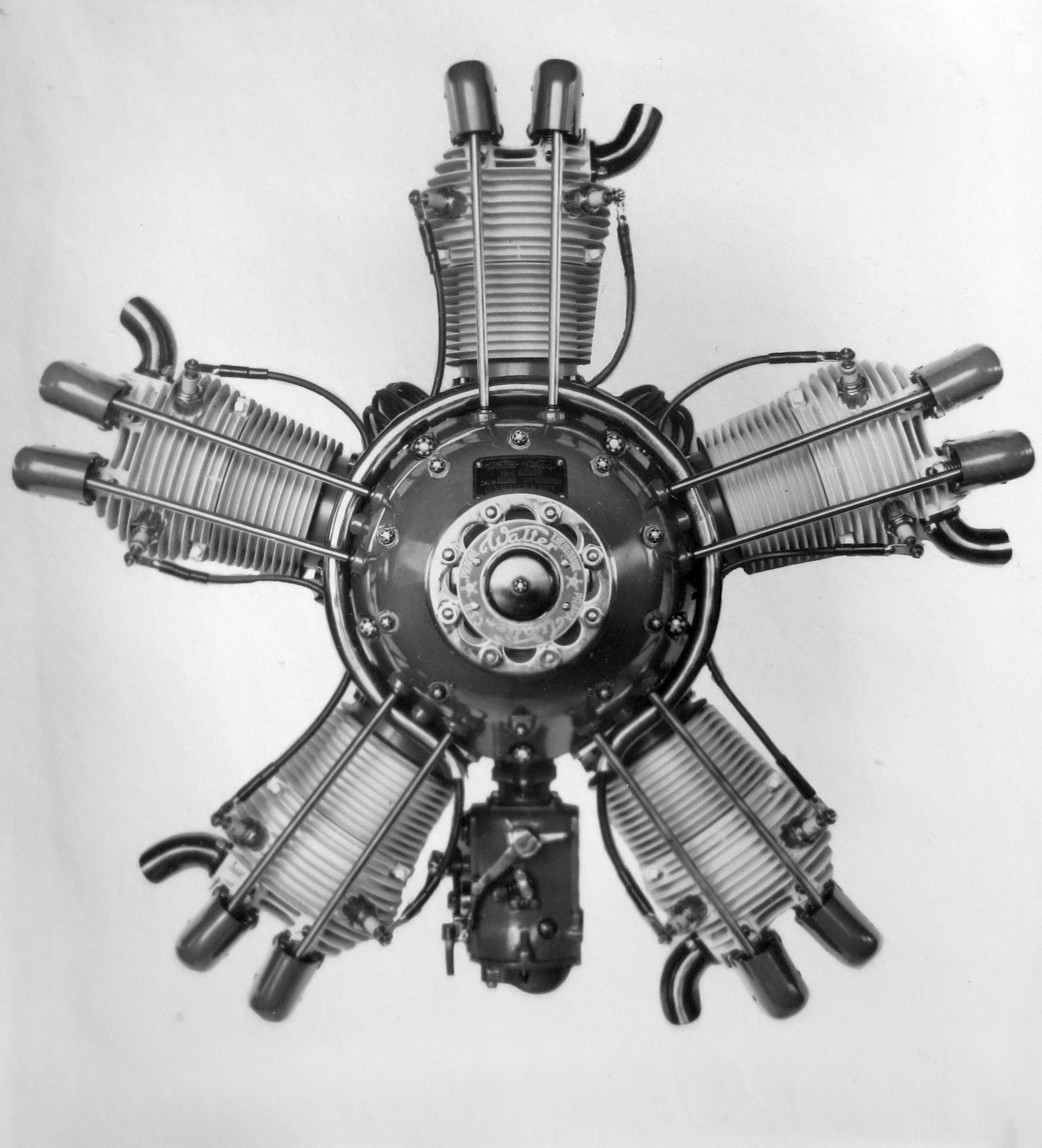
Walter Vega (1929)

## Popis letounu
Všechny Couzinetovy konstrukce se vyznačovaly nezvyklým tvarováním trupu. Horní a spodní obrys letounu byly rovnoběžné až do ostré, svislé ocasní plochy. Jednalo se o transportní letadlo pro poštovní přepravu popř. jako dopravní letoun pro 3 cestující, dolnokřídlý samonosný jednoplošník se smíšenou konstrukcí dřevo-ocel. Tyto třímotorové Clouzinety silně připomínaly dřívější letoun Couzinet 10 Arc-en-Ciel. Tento letoun však ale byl výrazně menší, s rozpětím sníženým asi o 40%. Byl pokrokovější v tom, že již měl zatahovací, brzděný podvozek, který se sklápěl pod motorové gondoly, vybavený olejo-pneumatickými tlumiči kmitů Messier.
Dva motory byly namontovány těsně před náběžnou hranou křídla a třetí byl v přídi letounu. Křídlo bylo vyrobené ze dřeva a mělo přibližně eliptický tvar, který se směrem ke konci křídla zužoval. Celé křídlo, včetně dělených křidélek, bylo potaženo překližkou z břízy. Palivové nádrže byly umístěny v křídle.
Trup se směrem k ocasní části zužoval. Dva členové posádky seděli vedle sebe v kokpitu umístěném v úrovni náběžné hrany křídla. Za kokpitem byla vlastní kabina pro uložení nákladu (až 200 kg pošty), popř. 3 sedadla pro cestující anebo dvě nosítka se zraněnými. Za kabinou byl ještě další, malý zavazadlový prostor. Kabina a zbytek interiéru byly přístupné pravými bočními dveřmi nad křídlem. Po stranách kabiny byla čtyři okna s posuvnými skly a na stropě byl prosklený poklop.

## Použití
Couzinet zprvu navrhl použití tohoto letounu pro přepravu pošty, ale na pařížském aerosalonu jej avizoval jako pro turistiku s kapacitou až pro 5 osob (dvoučlenná posádka a 3 cestující). Podle informací z aerosalonu si letadlo objednalo francouzské ministerstvo letectví se silnějšími motory Walter Vega (Couzinet 21).
Letoun Couzinet 21 (výr. č. 3184) byl zanesen do francouzského leteckého rejstříku 28.6.1932 s imatrikulací F-AMBI. Letoun Couzinet 21 absolvoval velkou cestu střední Evropou v červenci a srpnu 1932. V sobotu 2. července ve 3 hodiny odpoledne přistál na letišti ve Kbelích ing. René Couzinet se svým novým letadlem Couzinet 21 s československými motory Walter Vega. Letoun potom předváděl zástupcům úřadů a leteckých korporací. Imatrikulace F-AMBI byla použita i pro letoun Couzinet 22 s vyměněnými motory, který vzlétl poprvé v prosinci 1932.
Během zkoušek a provozu se ukázalo, že výkon všech použitých motorů byl zjevně nedostatečný, a i proto na toto letadlo nebyly přijaty žádné objednávky.

## Varianty
- Type 20: 3 × 30 kW (40 k) devítiválcový hvězdicový Salmson 9AD
- Type 21: 3 × 63 kW (85 k) Walter Vega
- Type 22: Typ 21 s motory 3 × 71 kW (95 k) Salmson 7Ac

## Uživatelé
- Francie
  - Société des Avions René Couzinet

## Specifikace

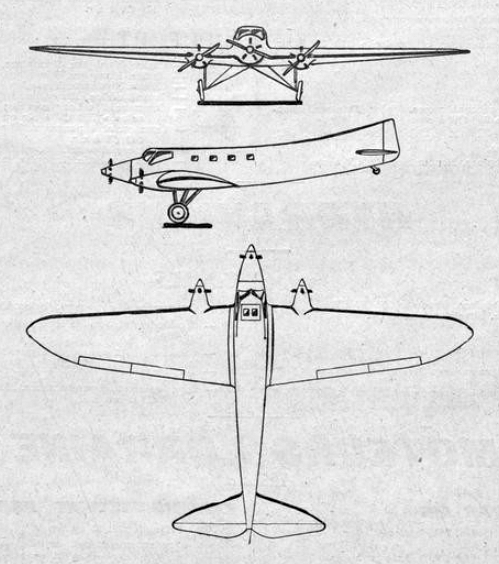
Couzinet 20, třímotorový transportní letoun

Údaje dle

### Technické údaje
- Posádka: 2 (pilot a navigátor)
- Kapacita: 3 cestující nebo 2 nosítka se zraněnými nebo 200 kg nákladu
- Rozpětí křídla: 16,16
- Délka: 10,94 m
- Výška: 2,60 m
- Nosná plocha: 31,50 m2
- Plošné zatížení: 48,9 kg/m2
- Hmotnost prázdného letounu: 1 012 kg
- Vzletová hmotnost: 1 540 kg
- Pohonná jednotka: 3 x vzduchem chlazený hvězdicový pětiválcový motor Walter Vega
- Výkon pohonné jednotky:
  - vzletový: 90 k (66,2 kW) při 1800 ot/min
  - jmenovitý: 85 k (62,5 kW) při 1750 ot/min
- Vrtule: dvoulisté vrtule s pevnými listy

### Výkony
- Maximální rychlost: 200 km/h
- Cestovní rychlost: 180 km/h
- Dostup: 3 000 m